# Università statale di Ivanovo
L'Università statale di Ivanovo (IvGU, in russo Ивановский государственный университет?, Ivanovskij gosudarstvennyj universitet) è un ente di istruzione accademica russo situato ad Ivanovo.

## Struttura
- Istituto di cultura fisica e sport
- Facoltà di matematica e scienze informatiche
- Facoltà di fisica
- Facoltà chimico-biologica
- Facoltà di storia
- Facoltà di lettere
- Facoltà di economia
- Facoltà di filologia germanica e romanza
- Facoltà di legge
- Facoltà di sociologia e psicologia
- Facoltà di formazione di specialisti stranieri